# Rallye Team Spain
Rallye Team Spain és un equip privat de ral·li espanyol creat per la Reial Federació Espanyola d'Automobilisme l'any 2018. Ha participat des d'aleshores a diferents campionats i proves del Campionat d'Espanya de Ral·lis d'Asfalt, el Campionat d'Espanya de Ral·lis de Terra, el Super Campionat d'Espanya de Ral·lis, el Campionat d'Europa de Ral·lis i el Campionat Mundial de Ral·lis.

## Història

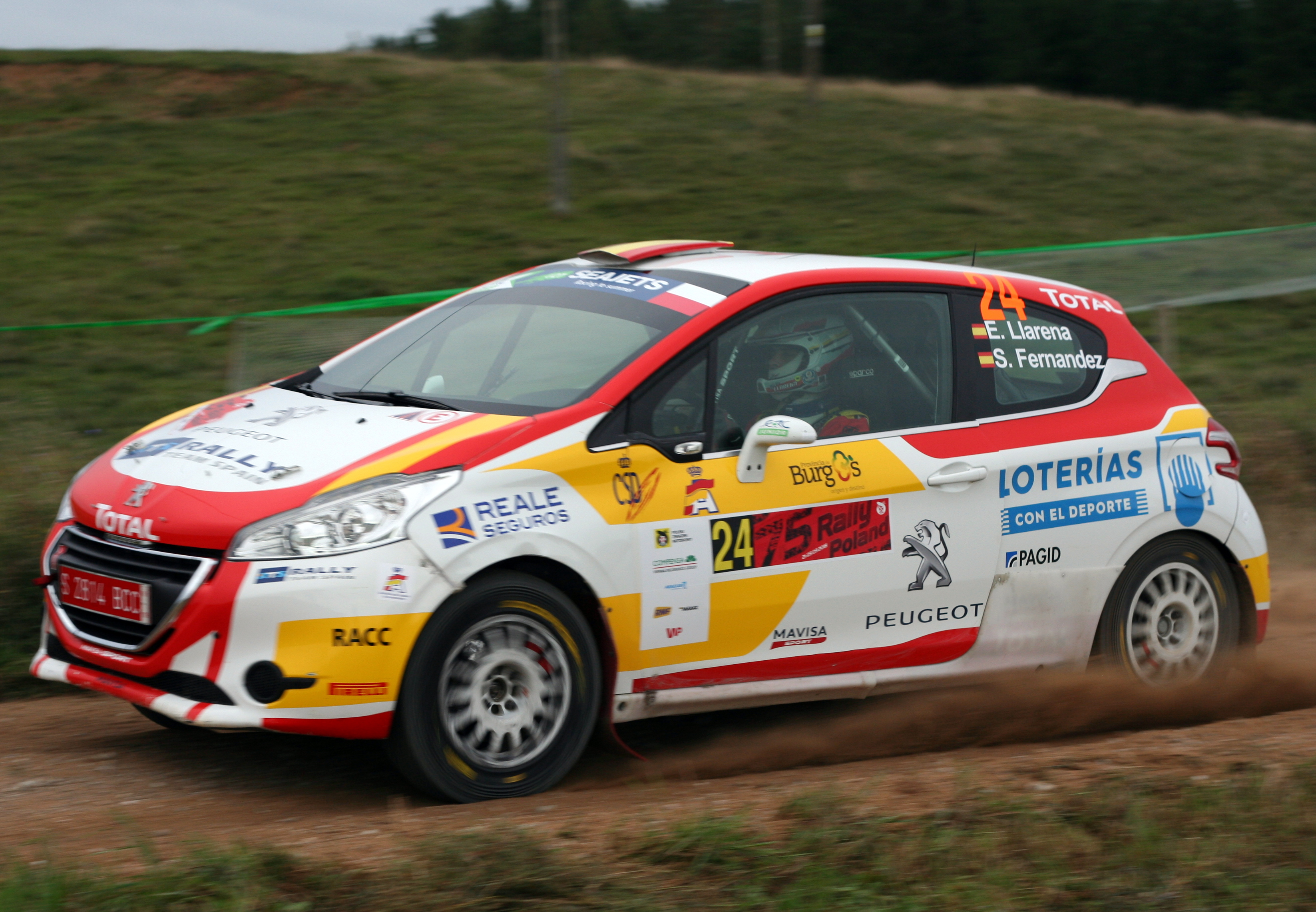
Efrén Llarena i Sara Fernández amb el Rallye Team Spain.

Efrén Llarena va ser, l'any 2017, el primer pilot en guanyar la Beca Junior R2 organitzada per la Reial Federació Espanyola d'Automobilisme, d'aquesta forma va obtenir de premimparticipar al Campionat d'Europa de Ral·lis de l'any 2018 amb un Peugeot 208 R2, on finalitzaria tercer de la categoria ERC 3, però guanyant el títol de la categoria al 2019 junt al títol de campió europeu júnior. Aquella temporada, José Antonio Suárez també disputaria algunes proves amb l'equip.
Paral·lelament al títol continental de Llarena, com que l'any 2018 el vencedor de la Beca Junior R2 seria Jan Solans, aquest va obtenir de premi disputar el Campionat Mundial de Ral·lis júnior del 2019 amb un Ford Fiesta R2, aconseguint guanyar el títol mundial, imposant-se dins de la seva categoria al Ral·li de Sardenya i al Ral·li de la Gran Bretanya.
La temporada 2020, els pilots per l'europeu serien Llarena amb un Citroën C3 R5 i Josep Bassas Mas amb un Peugeot 208 Rally4, finalitzan aquest últim subcampió de la categoria ERC 3. De cara a 2021, Efrén Llarena i Nil Solans disputarien l'europeu amb un Škoda Fabia Rally2 evo, finalitzan Llarena subcampió absolut, tan sols per darrera d'Andreas Mikkelsen, tot i que la copilot de Llarena, Sara Fernández si que s'alçaria amb el títol continental en la categoria de copilots. Aquell any també disputarien l'europeu amb un Peugeot 208 Rally4 Josep Bassas Mas i Alejandro Cachón.
Paral·lelament, l'any 2021, Pepe López disputa la categoria WRC 3 del Campionat Mundial de Ral·lis amb un Škoda Fabia Rally2 evo.

## Palmarès
- 1 Campionat Mundial de Ral·lis júnior: 2019 (Jan Solans)
- 1 Campionat d'Europa de Ral·lis júnior: 2019 (Efrén Llarena)
- 1 Campionat d'Europa de Ral·lis 3: 2019 (Efrén Llarena)

## Pilots destacats
- Efrén Llarena
- Pepe López
- Jan Solans
- Nil Solans